# Cupra Marittima
Cupra Marittima – miejscowość i gmina we Włoszech, w regionie Marche, w prowincji Ascoli Piceno.
Według danych na styczeń 2009 gminę zamieszkiwało 5361 osób przy gęstości zaludnienia 311,9 os./1 km².